# Synopeas opacum
Synopeas opacum är en stekelart som beskrevs av Carl Gustaf Thomson 1859. Synopeas opacum ingår i släktet Synopeas och familjen gallmyggesteklar. Arten är reproducerande i Sverige. Inga underarter finns listade i Catalogue of Life.